# Jan Wolters van de Poll

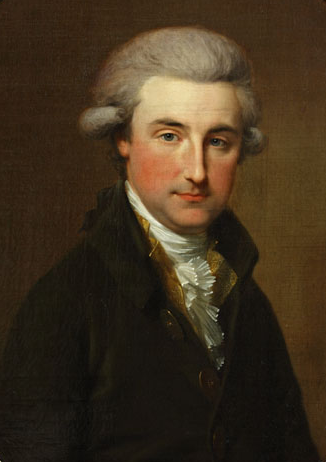

Jan Wolters Comte de l’Empire van de Poll (* 2. Juni 1759 in Amsterdam; † 30. Januar 1826 ebenda) war ein niederländisch-französischer Politiker und Edelmann.

## Leben
Jan Wolters entstammte den Van de Polls, einem führenden Amsterdamer Patriziergeschlecht. Er war ein Sohn des Jacobus van de Poll und der Cornelia Jacoba Wolters, nach deren Tod er deren umfangreiche Kunstsammlung erbte. Van de Poll verehelichte sich mit Bregje Agatha Baronesse de Smeth van Deurne (1760–1823) und bewohnte die Stadthäuser Herengracht 48, 435, 440 und 537. Nach seinem Rechtsstudium an der Universität Leiden wurde er im Jahre 1785 zu einem der Vorsteher (Bewindhebber) der Niederländischen Westindien-Kompanie bestellt. Im selben Jahr erfolgte seine Bestellung zum Direktor der Sozietät von Suriname, welches Amt er bis in das Jahr 1795 innehatte. Im Jahre 1787 trat er als Vroedschapsmitglied in die Amsterdamer Stadtregierung ein. Im Revolutionsjahr 1795 wurde Van de Poll aus diesem Amt abgesetzt. Im Jahre 1806 wurde er wieder politisch aktiv, als er Mitglied im Regierungsrat Wetgevend lichaam wurde.
Im Jahre 1808 wurde er auf Entschluss dieses Gremiums zum Bürgermeister von Amsterdam bestellt. Van de Poll unterhielt eine enge Freundschaft zum französischen Gesandten. Van de Poll, der nicht an die Möglichkeit der Eigenständigkeit des Königreichs Holland dachte, versuchte, das Land an Frankreich heranzuführen. Auf Initiative des Königs Louis Bonaparte wurde Van de Poll seiner Bürgermeisterschaft enthoben; kurze Zeit später aber von Napoleon Bonaparte wieder bestätigt. Im Jahre 1811 legte Van de Poll dieses Amt endgültig nieder. Am 30. Dezember 1810 wurde Van de Poll durch Napoleon zum Senator des Kaiserreiches ernannt, womit auch der Grafentitel (Comte de l’Empire) verbunden war. Van de Poll übersiedelte nach Paris. Nach der Wiedererlangung der niederländischen Unabhängigkeit im Jahre 1814 ging er in seine Heimat zurück, wo er im Jahre 1826 verstarb. Sein (französischer) Grafentitel wurde durch den neuen niederländischen König Wilhelm I. nicht anerkannt, er ist somit für die Familie Van de Poll verlorengegangen.

## Trivia
Van de Poll stand im Besitz des Landhauses Jagtlust in De Bilt sowie ab dem Jahre 1797 zusätzlich des daran angrenzenden Hauses Ekelestein.

## Quelle
- Nieuw Nederlandsch biografisch woordenboek. Deel 10